# Лазіська (гміна)
Гміна Лазіська (пол. Gmina Łaziska) — сільська гміна у східній Польщі. Належить до Опольського повіту Люблінського воєводства.
Станом на 31 грудня 2011 у гміні проживало 5171 особа.

## Площа
Згідно з даними за 2007 рік площа гміни становила 101.65 км², у тому числі:
- орні землі: 66.00%
- ліси: 23.00%

Таким чином, площа гміни становить 12.64% площі повіту.

## Населення
Станом на 31 грудня 2011:
| Опис     | Загалом | Загалом | Чоловіки | Чоловіки | Жінки | Жінки |
| -------- | ------- | ------- | -------- | -------- | ----- | ----- |
| одиниця  | осіб    | %       | осіб     | %        | осіб  | %     |
| все      | 5171    | 100     | 2520     | 48.73    | 2651  | 51.27 |
| міське   | 0       | 100     | 0        |          | 0     |       |
| сільське | 5171    | 100     | 2520     | 48.73    | 2651  | 51.27 |

## Сусідні гміни
Гміна Лазіська межує з такими гмінами: Хотча, Юзефув-над-Віслою, Карчміська, Ополе-Любельське, Солець-над-Віслою, Вількув.